# 日本のフリーメイソンリー
日本のフリーメイソンリー（にほんのフリーメイソンリー）は、日本において活動するフリーメイソンリーの諸団体である。1957年に日本グランドロッジが設立されて以降、主として日本において活動しているフリーメイソンリーは日本グランドロッジ管轄のロッジである。初めて日本に来たフリーメイソンは1779年から在日オランダ商館長として滞在したイサーク・ティチングである。日本グランドロッジ傘下の会員数は約1500人、そのうち日本人は約250人。

## 沿革

### 江戸時代のロッジ設立

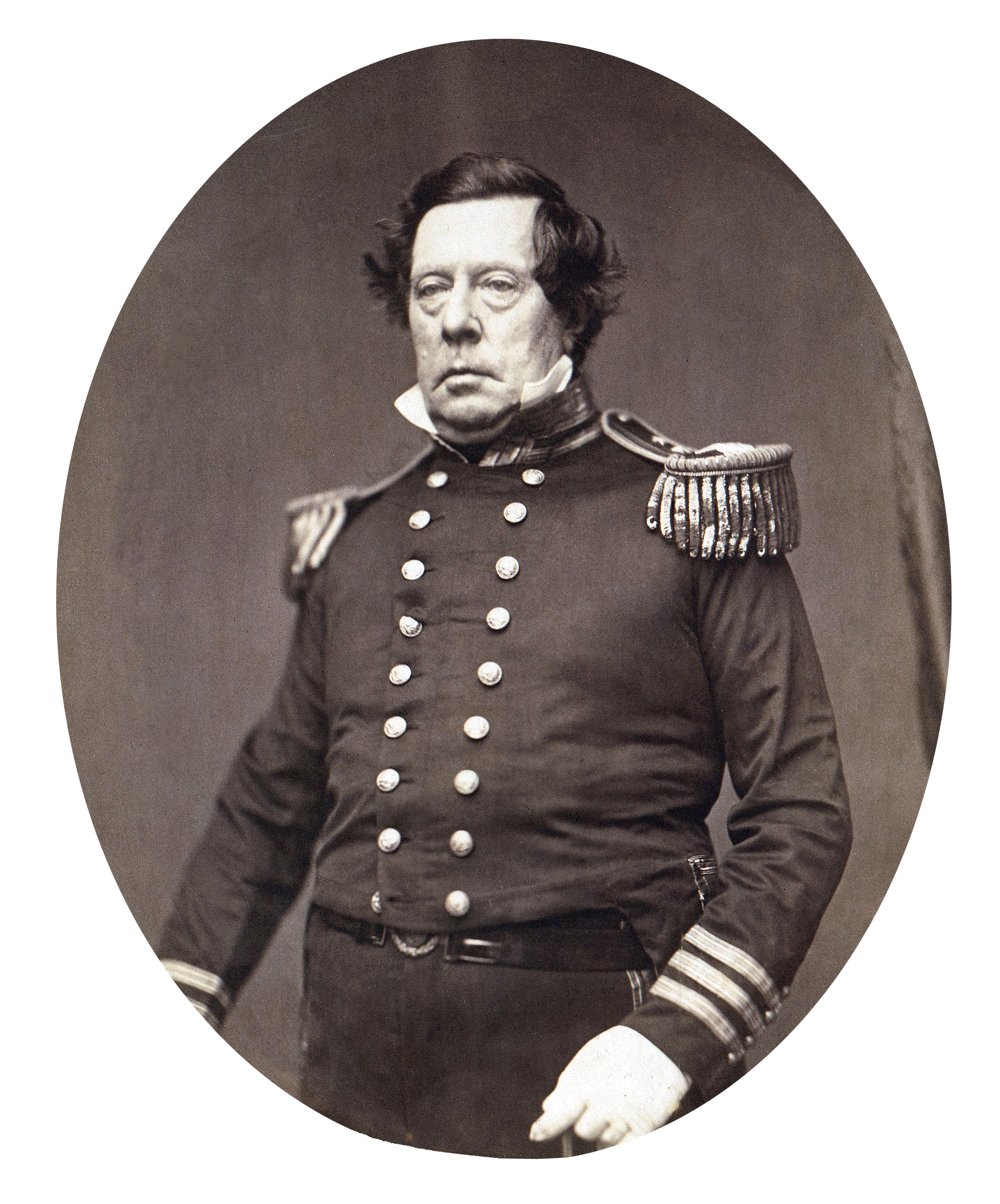
日本に黒船で来航したフリーメイソンのマシュー・ペリー。

フリーメイソンが最初に日本に訪れたのは江戸幕府による鎖国政策の時代であり、1779年に長崎港出島のオランダ商館に商館長として駐在したオランダ東インド会社のイサーク・ティチングが初訪日のフリーメイソンであると考えられている。ティチングがフリーメイソンリーに入会したのは1772年、オランダ領東インドバタヴィア（インドネシアジャカルタ）でのことである。日本国内にメイソンリーのロッジ設立が始まったのはそれよりさらに後になってからである。
江戸末期の1853年、開国（開港）を日本に迫ったマシュー・ペリーはメイソンであった。ペリーは1819年にニューヨークのホーランド・ロッジでメイソンリーに加入した。ペリーを日本に遣わせたミラード・フィルモア米大統領は、フリーメイソンの集まりに参加した記録はあるが、フリーメイソンではない。
1860年2月26日（安政7年2月5日）、横浜で攘夷派によってオランダ人船長W・デ・フォスと、商人N・デッケルが暗殺された（オランダ人船長殺害事件）。外国人達は攘夷派への示威行動の意味もあり、できるだけ盛大に二人の葬儀を行おうとした。この時、殺された二人はフリーメイソンであると言われており、外国人のメイソン達は、儀式用の正装であるエプロン着用で葬儀に臨んだ。これが日本におけるフリーメイソンの最初の記録という（ただし、二人が会員であった証拠は見つかっていない）。二人は横浜の外国人墓地に埋葬され、その墓は現存している。
1864年（元治元年）、イギリスは居留民保護のため英国第20（イースト・デヴォンシャー）歩兵連隊（後のランカシャー・フュージリアーズ）を香港から横浜に移動させた。同隊の軍隊ロッジ「スフィンクス」は、隊員のためのロッジであるが、在日イギリス人のためのロッジとしても機能し、また恒久的な民間ロッジ設立のための手助けをした。1865年1月、スフィンクス・ロッジは横浜在住のフリーメイソンから家を借り、これをロッジとして日本初の集会を行った（現・港の見える丘公園内）。スフィンクス・ロッジは1866年（慶応2年）3月に離日したが、歌手ジョン・レディ・ブラックら横浜在住の外国人によって、改めて民間人のための「横浜ロッジ No.1092」設立が申請され、慶応元年12月14日（1866年１月30日）にイングランド・グランド・ロッジの承認を受け、6月26日、「横浜ロッジ」が恒久的な民間ロッジとして設けられた。このロッジは度々移転しているものの現存しており、日本国内最古の現役ロッジといえる。1869年には横浜に2つめのロッジとして「オテントウサマロッジ No. 1263」が設立された。続いて登場したのが1870年（明治3年）発足のロッジ・兵庫・大阪（神戸）である。第二次大戦前までに国内には8つのロッジが設立され、そのうちの半分が、横浜におかれた。「東方の星(STAR IN THE EAST) No. 640」、「東洋の印章ロッジ(Orient Mark Lodge) No. 304」「横浜支部(Yokohama Chapter)」と「オテントウサマロッジ No. 1263」の4つは、共同所有の形で山下町の一等地に集会所「メソニックホール(Masonic Hall)」を建設した。
幕末の長崎に滞在して薩摩藩などに武器を売っていたとされるスコットランド系英国人商人トーマス・ブレーク・グラバーがフリーメイソンだったとする主張もあるが、彼はフリーメイソンではない。彼の地元にあるスコットランド・アバディーン・ロッジとの関連も記録からは何も発見されていない。長崎にスコットランド系のロッジがあるが、その創設はグラバーが活躍していた時代から20年も後の話であり、グラバーは無関係である。グラバーがフリーメイソンだという誤解が広まったのは旧グラバー邸近くにメイソンの石柱があることを根拠にして空想を広げたことによると思われるが、このメイソンの石柱は戦後になって長崎市が観光目的で別の場所から移築してきたものにすぎない。したがって「グラバー＝メイスン」説には何ら根拠はない。またグラバーは薩摩藩など討幕派の藩だけではなく、幕府や佐幕派の藩にも武器・船舶を売っていたと見られる。

### 日本政府による活動制限
日本人のフリーメイソンは、1864年、留学先のオランダで入会した西周と津田真道が最初という。しかし、第二次世界大戦以前の日本では、日本人の会員はほとんどいなかった。1887年（明治20年）に発令された保安条例は、政治結社・集会の届出制や警察官の集会への立ち会いを定めており、秘密結社は禁止されていた。この時点では、不平等条約によって外国人は治外法権に置かれていたものの、やがて不平等条約が是正されれば、外国人にも日本の法律が適用されることになるため、フリーメイソンにも保安条例が適用され、最低でも集会に警察官の立ち入りを要求されると考えられた。
フリーメイソン側の記録によれば、これを恐れたフリーメイソンが、お雇い外国人として日本政府の通信技術顧問であったW・H・ストーンを代表として、日本政府の外務大臣と面会して協議に及んだという(外務大臣の具体的な名前が明記されていないが、時期から考察すると陸奥宗光か大隈重信のいずれかと思われる)。ストーンはフリーメイソンリーの非政治・非宗教性を説き、欧米各国で政府に承認・支持されていることを強調したという。条約改正交渉を進めていた日本政府としては欧米諸国と対立を深めたくない時期であり、その結果、フリーメイソンリーは保安条例の対象外とする代わり、日本人を入会させないこと、日本社会への接触・宣伝をしないという「紳士協定」が日本政府との間に交わされたという。この「紳士協定」は口頭によるものであるといい、日本政府側の書類としては発見されていないが、フリーメイソンリー側によれば協定遵守を申し合わせた記録が残っているという。
1898年(明治31年)に保安条例は廃止されたが、フリーメイソンは「紳士協定」を守り続け、メイソンリーに対して日本人への働きかけを自粛するようたびたび呼びかけた。そのため戦前にはフリーメイソンは日本社会から隔絶した存在であり続け、その会員は全員が外国人であった。戦前にフリーメイソンリーに入会した日本人は、海外のロッジでの入会者に限られており、彼らが大きな流れを形成することは全くなかった。しかも、そのために「外国人だけが入会するスパイ団体」、「日本人はのけものにされ、入会はおろか見学さえもさせぬ反日・反国体的人種差別団体」といった非難に晒されることになった。

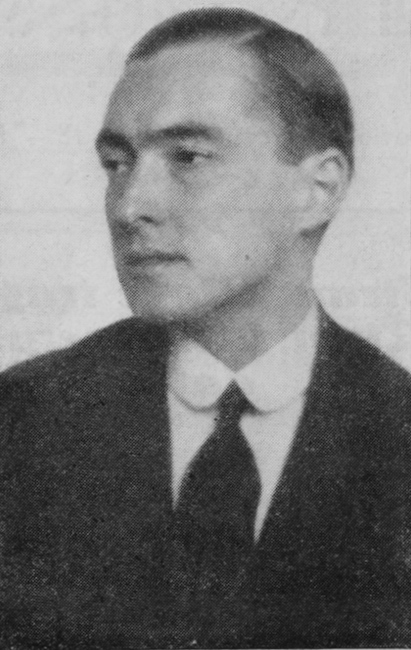
日本人の母親を持つ「欧州統合の父」R・クーデンホーフ＝カレルギー伯爵（フリーメイソン）。彼の国際汎ヨーロッパ連合はナチス政権下のドイツでは禁止され、ナチス党政権下のドイツを逃れる彼を助けた日本人が彼から渡された本は鳩山一郎が「友愛」を提唱する契機となった。

1900年（明治33年）、光子クーデンホーフ＝カレルギー伯爵夫人にカトリックの洗礼を行ったことで知られる神父フランソワ・A・リギョールの著書『秘密結社』（出版者石川音次郎）が出版され、この著書においてはメイソンリーが唯物論的陰謀団として語られる。大正時代、今井時郎や樋口艶之助は、フリーメイソンリーの自由主義・民主主義的理念を共産主義の発生源と非難していた。1921年（大正10年）、『マッソン結社の陰謀』という冊子がロシアから日本に持ち込まれ、1923年（大正12年）に全国中学校校長協会がこの冊子を教育界へ配布した。昭和に入ると、『共産党の黒幕猶太民族の大隠謀を曝露す : マツソン秘密結社の正体と我国の現状』（昭和3年）、『皇輝遍照赤魔の正体を見よ』（昭和6年）などの書籍において「猶太」（ユダヤ）とともに「マッソン」（メイソン）が陰謀と見なされる。日独伊三国同盟が成立すると、ナチス党政権下のドイツの影響で日本にも「フリーメイソン陰謀論」、「ユダヤ陰謀論」が広まった。陸軍中将の四王天延孝は、ナチス党の影響を否定しつつ、ユダヤ・フリーメイソン陰謀論を流布した。四王天は、『シオン賢者の議定書』を陰謀の物証とした。海軍大佐犬塚惟重はフグ計画を主導した親ユダヤ派であったが、犬塚の機関は上海でメイソンリーの拠点を強制捜査し、中国国民党に多数の中国人フリーメイソンがいることを突き止めた。1943年に毎日新聞社主催、情報局が後援をし、銀座の松屋で「米英を操る黒幕の正体をえぐり出し、国際謀略の思想に構えんとす」というキャッチコピーの下、「国際秘密力とフリーメーソンリー展」という催しが行われた。
1941年（昭和16年）、日本がイギリスやアメリカと太平洋戦争に突入すると、英米に根を張るフリーメイソンは完全に敵国スパイと見做されるに至り、ロッジはことごとく憲兵・特別高等警察によって閉鎖に追い込まれ、書類・備品は全て押収された。

### 原子爆弾投下とフリーメイソンリー
第二次世界大戦中の米国においても米軍最高司令官たる米大統領以下、フリーメイソンの政治家が多かった。連合国側の原子爆弾開発「マンハッタン計画」を推進したフランクリン・ルーズベルト第32代大統領と、日本への原爆投下時の第33代大統領ハリー・S・トルーマンはフリーメイソンであった。日本への原爆投下を計画・実施したカーチス・ルメイ少将（東京大空襲指揮官）はフリーメイソンであり、1944年7月7日にオハイオ「レイクウッド・ロッジNo.601」（Lakewood Lodge）にてフリーメイソンの階級を第3階級マスターメイソンに昇級した。フィリピンの戦いに従軍の指揮官であったダグラス・マッカーサー元帥（戦後日本の連合国軍最高司令官）もまたフリーメイソンであったが、彼は原爆投下の必要性に同意しなかった。もっとも、アメリカ対日協議会に逆コースを推進するよう圧力をかけられてからは態度に自律性が失われ、朝鮮戦争では原爆投下を立案した。政治的イデオロギーでは、F・ルーズベルトとトルーマンは民主党出身の大統領、マッカーサーは共和党等が擁立した大統領候補者であった。大多数の米国民は原爆投下の倫理上の葛藤を抱えながら日本国民への心配を目に見える態度で表すことはほとんどなく、その問題からは目を背け、原子力エネルギーの将来というものに注目していたようであったが、原爆投下後に米国で称賛の声もあまり聞かれず、米国民の大多数はまた原子力エネルギーがもたらす放射線被曝の問題を分かっていなかった。スコティッシュ・ライト第32階級メイソンの片桐三郎は、マッカーサーとトルーマン間における原爆の話を交えながらメイソンと政治は関係ないと言う。
1945年日本への投下実行までの歳月においてフリーメイソンリーと原子爆弾の間に特に相関があるわけではなかった。フリーメイソンリーのあらゆる時代において多くの平和主義者もまたフリーメイソンであった。例えば反軍的な『出兵の祈り（戦争の祈り）』を著したマーク・トウェイン。啓蒙時代のヨーロッパ思想家（啓蒙時代の知識人でフリーメイソンでない者を探すほうが難しい）の中で、フリーメイソンの平和主義者は多かった。
平和主義からなる欧州統合構想「パン・ヨーロッパ」を1920年代から提唱していたフリーメイソンのリヒャルト・ニコラウス・栄次郎・クーデンホーフ＝カレルギー伯爵は、平和のために利用される前人未踏のエネルギー源が人類の生活を豊かにすることを思い描き（クーデンホーフ＝カレルギーの技術論）、ナチス・ドイツ指導者アドルフ・ヒトラーに対して言論で戦った（クーデンホーフ＝カレルギーとヒトラー）。トルーマン大統領は戦中に米国に亡命したクーデンホーフ＝カレルギー伯爵による欧州統合構想を支持した。トルーマン大統領はとりわけ亡命中のクーデンホーフ＝カレルギー伯爵による1945年12月発表の欧州統合構想の記事に感銘を受け、この記事は米国の「公式政策」として採用された。また第二次大戦下の平和主義者は、「国際連合の父」コーデル・ハルである。ハルは、第二次大戦中に国際連合（国連; UN）設立のために重要な役割を果たし、その功績により1945年にノーベル平和賞を受賞した。そのハルがフリーメイソンであったという文献がある。
当時の反フリーメイソンリーと原子爆弾開発
ナチ党政権期のドイツと同様に激しく反フリーメイソンリーで、フリーメイソンを絶やそうとしたソ連（ヤルタ会談で対日参戦決定）は積極的に原子爆弾を開発していた。メイソンリーを制限していた戦中の日本もまた原爆開発に着手していた（日本の原子爆弾開発）。

### 第二次世界大戦後のロッジ再建

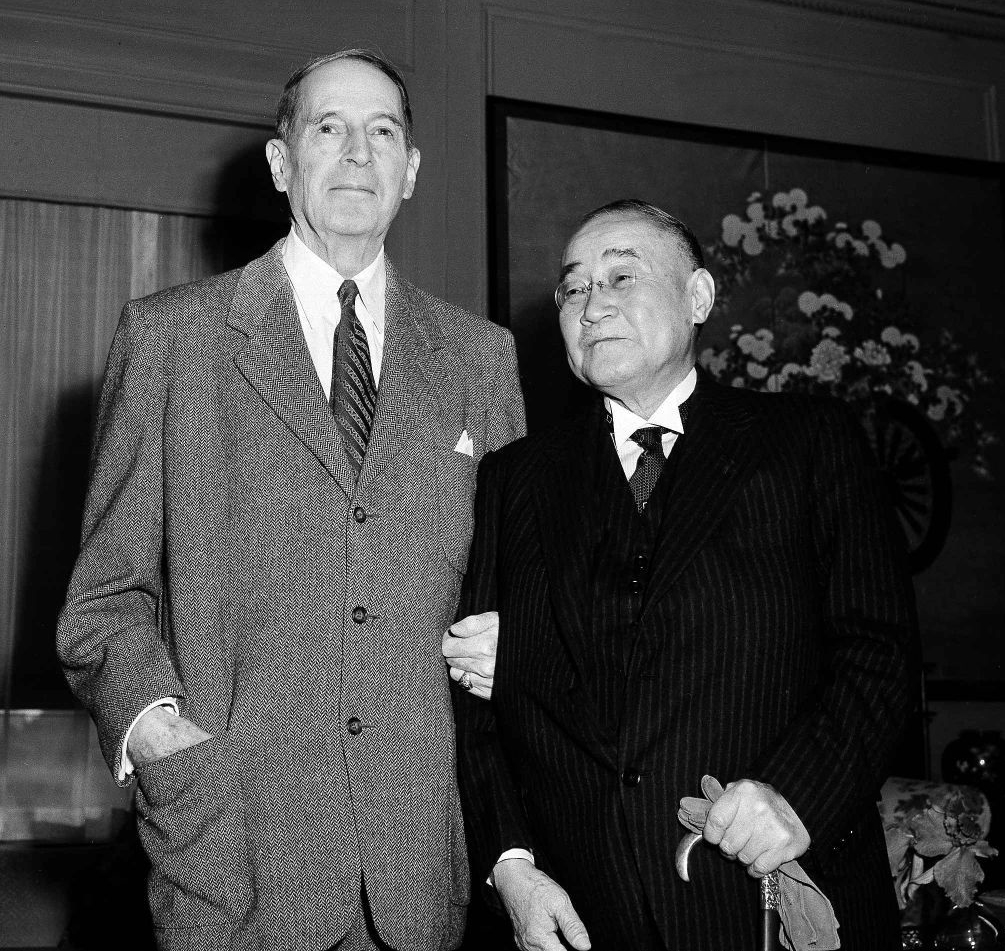
フリーメイソンのダグラス・マッカーサーと、旧友の吉田茂。吉田はフリーメイソンであると言われている。それだけで吉田がメイソンではないとは言えないが、吉田について記述している（グラバーについても記述している）山石太郎の『楽園を創るフリーメーソン物語』は一部またはそれ以上が虚構である。

1945年、日本の敗戦で第二次世界大戦が終わると、1946年よりロッジの再建が始まった。そして、1950年1月5日、佐藤尚武（外交官・政治家）、植原悦二郎（政治家）、三島通陽（作家・政治家）、高橋龍太郎（実業家・政治家）、芝均平（ジャーナリスト、元ジャパンタイムズ編集局長）らが、初めての日本における日本人会員となった。この時点で日本のロッジはフィリピン・グランド・ロッジの傘下にあり、フィリピンの対日感情は最悪だった。4月8日フィリピン代表のマウロ・バラディが来日し、「世界平和のために、日本人を兄弟として握手しようと決心し、過去の罪を許してメイソンとして迎えるべく決意した」と演説した。星島二郎はこれに応え、国会にフィリピンに対する謝罪決議を提出し、全会一致で可決させたという。1950年は国会議員5人他、合計7人の日本人が入会した。
自身も会員であったダグラス・マッカーサーは、対日政策の一環として、皇族を皮切りに日本の指導者層を入会させ、最後は昭和天皇を入会させる腹づもりであったという（フリーメイソンリーは直接的な勧誘はしないことになっているので、それとなく興味を持たせるようにした）。フリーメイソンリーは、米国にとっては冷戦下の反共の砦としても期待されていた。昭和天皇の入会は実現しなかったが、はるか後年の1995年にも、リチャード・クライプ元グランド・マスターが取材に「日本でも天皇陛下がメンバーだったら、偏見がなくなり、もっともっと簡単にメンバーを集めることができるでしょう。もし、天皇陛下に入っていただければ、私は名誉グランド・マスターにしてさしあげたい。」と答えており、現在でも天皇の入会を期待しているものと思われる。
1951年に入会した鳩山一郎は、入会時の第1階級（エンタード・アプレンティス）を経て、1955年に第2階級（フェロークラフト）へ進級、さらに第3階級（マスターメイソン）に昇級した。彼のマスターメイソン昇級は1955年当時に報道されている。一郎がメイソンリーに入会した理由は、一郎に思想的影響を与えたクーデンホーフ＝カレルギー伯爵がメイソンであったからである。
スコティッシュ・ライト第32階級のメイソン高崎廣によれば日本でもフリーメイソンの影響がみられるようである。日本国憲法第21条は集会の自由、結社の自由、言論の自由とフリーメイソンの理想が並んでいるとする考えもある。フランス革命の自由、平等、友愛（自由、平等、博愛）の3つの用語もフリーメイソンの基本的理念である。
1957年には会員数が2500人を超え、独立したグランド・ロッジを構えるべきという気運が高まり、3月に東京グランド・ロッジを設立した。初代グランド・マスターは、ベネズエラの外交官カルロス・ロドリゲス＝ヒメネスであった。また、主に米軍基地内にフィリピン系ロッジ、黒人系ロッジが別途存在する。これらは日本Grand Lodgeとの直接的な関わりはなく、各ロッジは個別のGrand Lodgeに属している。

## ロッジ
個々のロッジが集まって形成されているグランドロッジという制度は、1717年、英国最大の科学団体王立協会において当時会長を務めていたアイザック・ニュートンの弟子で王立協会員のフリーメイソンジョン・デサグリエがロンドンの4つのロッジを集結させ「Grand Lodge of London and Westminster」を設立したことが始まりである。王立協会は多数のフリーメイソンが在籍する。初訪日フリーメイソンのイサーク・ティチングも王立協会の会員であった。

### 日本グランドロッジ管轄のロッジ一覧

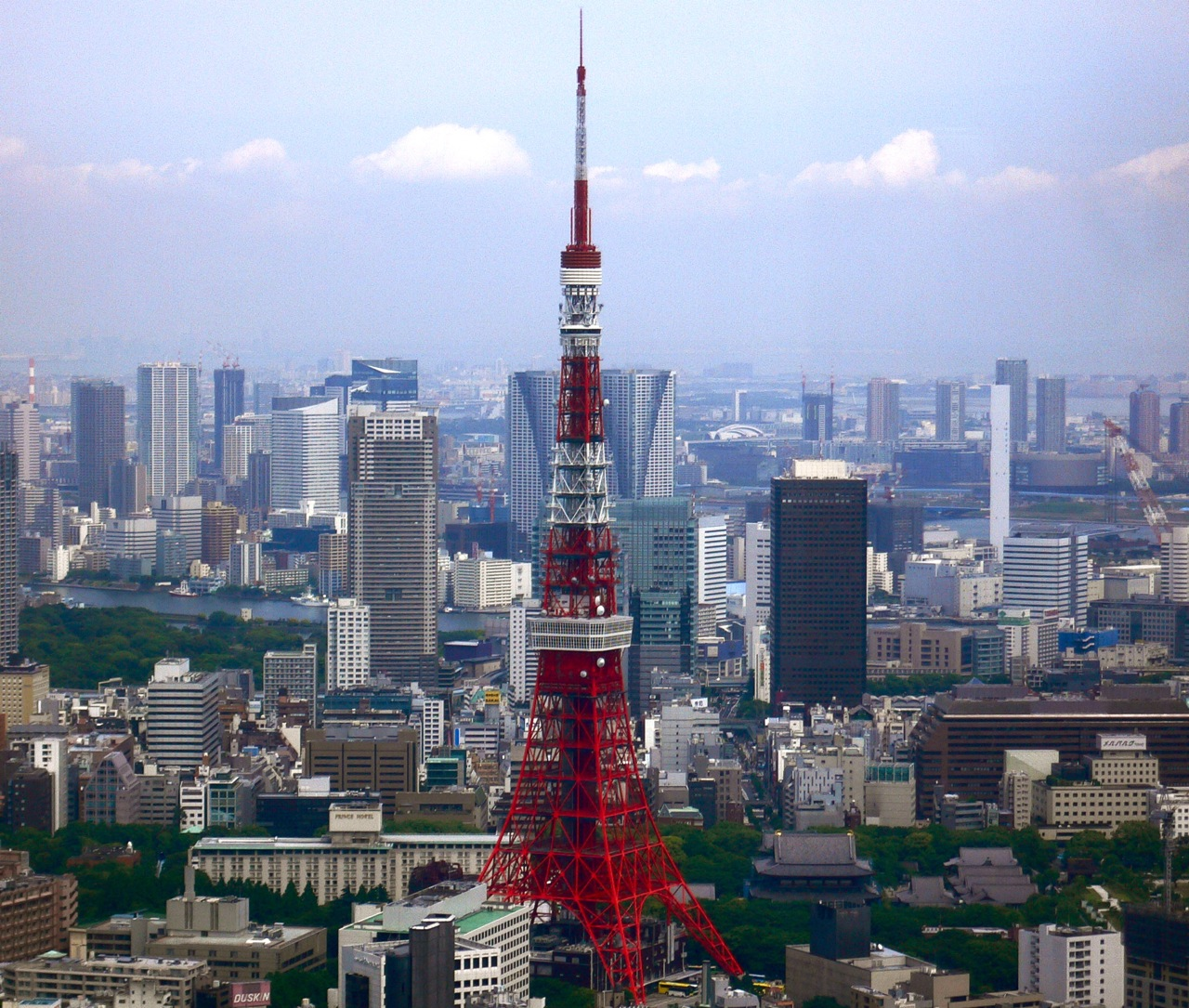
東京タワー手前左下にある屋上が緑色の地上12階建ての建物はメソニック38MTビル、その手前にある同じく地上12階建ての建物がメソニック39MTビル。日本グランドロッジ、他4つのロッジ、またさらに日本メイスン財団（旧・東京メソニック協会）の住所となっている低層の東京メソニックビルディング（東京メソニックセンター）はメソニック38MTビルとメソニック39MTビル左の街路樹の所にある。

2023年まで日本グランド・ロッジが置かれていた「東京メソニックビル」（masonic＝メイソンの）は、戦前は日本海軍士官の親睦団体である水交社（海軍省の外郭団体）の本部ビルであった。しかし終戦後のGHQの解散命令により水交社は解散し、本部は空きビルとなり、その空きビルを米軍関係者がサロンとして使用し始めた。そこからフリーメイソンのロッジとして使用されるようになり、会員であるマッカーサーの尽力などにより、このビルに日本グランド・ロッジが創設された。後に水交会（水交社の後身)から返還を要求する訴訟が起こされたが和解が成立し現在に至っている。一室には水交社の応接室が再現されていた。ちなみにこのビルは東京タワーの側にあることでも有名であり、それにまつわる陰謀論も存在する。また、東京メソニック協会はこの周辺にいくつかのビルを所有している。日本グランドロッジは世間において時として「フリーメイソン日本支部」「フリーメイソン日本本部」等の表現が用いられている。メイソンとは全く無関係の日米間におけるコメ問題に際して、日本グランドロッジのビルのガラスが空気銃で撃たれたことがあった（片桐三郎「我われはコメ問題とは何の関係もないのに」）。
メソニック38MTビル（1981年7月竣工）とメソニック39MTビル（1983年4月竣工）は森トラストのオフィス物件であり、日本メイスン財団のウェブサイトにメソニックMTビルが沿革として紹介されている。メソニック38MTビルにはかつてイトーヨーカ堂グループ本社や富士通エフサスが入っていた。メソニック39MTビルにはウォルト・ディズニー・テレビジョン・インターナショナル・ジャパンが入り、ビル下層階の窓に「Disney channel」のロゴやミッキーマウスが描かれている（ウォルト・ディズニーはデモレーインターナショナル DeMolay International のメンバーであったもののメイソンではなかったようである）。
なお東京メソニックビル・メソニック38MTビル・メソニック39MTビルは、2023年より老朽化に伴う建て替え工事により順次閉鎖・解体されており、それに伴い日本グランド・ロッジや東京メソニックセンターは近隣の芝パークビルに移転している。
東京都国立市のスクエア・アンド・コンパス・ロッジ（国立ロッジ）No.3の所在地はJR国立駅の南にある「国立メソニックセンター」（Kunitachi Masonic Center）である。当該ロッジ内部では「フリーメイスン国立支部」とも呼称されているようである。
京都では2012年に新たなロッジ「京都御門ロッジNo.23」（Kyoto Mikado Lodge No.23）が開設される以前には、京都市東山区夷町（えびすちょう）の三条通沿道に日本グランドロッジ管轄の「京都メソニック・ロッジNo. 5」（Kyoto Masonic Lodge No.5）があった。京都メソニック・ロッジNo.5は2011年の日本グランドロッジ管轄ロッジのリストから除外されている。
また、大阪には日本で唯一、英連邦グランドロッジに所属する非公開のロッジがある。

マスターメイソンになると日本国内でも外郭団体スコティッシュ・ライトに参加できる。

下表は2015年現在の現行のロッジの一覧。
| 場所             | 名称                                                                                       | ロッジNo. (#) | ウェブサイト                                          |
| ---------------- | ------------------------------------------------------------------------------------------ | ------------- | ----------------------------------------------------- |
| 青森県三沢市     | 青森ロッジ Aomori Lodge                                                                    | 10            | http://aomori10-freemasons.org (旧サイトのアーカイブ) |
| 東京都港区       | 日本グランド・ロッジ Grand Lodge of Japan                                                  |               | https://grandlodgeofjapan.org/                        |
| 東京都港区       | 東京メソニック・ロッジ Tokyo Masonic Lodge                                                 | 2             |                                                       |
| 東京都港区       | 東京友愛ロッジ Tokyo Yuai Lodge                                                            | 11            | https://www.y11.tokyo/                                |
| 東京都港区       | デモレーランド・ロッジ DeMolay-Land Lodge                                                  | 22            |                                                       |
| 東京都港区       | 日本リサーチ・ロッジ Research Lodge of Japan                                               |               |                                                       |
| 東京都国立市     | スクエア・アンド・コンパス・ロッジ (国立ロッジ) Square and Compass Lodge (Kunitachi Lodge) | 3             | http://squareandcompassno3.com/jp/index.html          |
| 東京都福生市     | 国際ロッジ Kokusai Lodge                                                                   | 15            | http://www.kokusailodge.yolasite.com                  |
| 神奈川県横浜市   | ファーイースト・ロッジ Far East Lodge                                                      | 1             | https://www.fareastlodge1.com                         |
| 神奈川県横須賀市 | 横須賀ロッジ Yokosuka Lodge                                                                | 20            | http://www.yokosukalodge20.com                        |
| 神奈川県相模原市 | 相模原メソニック・ロッジ Sagamihara Masonic Lodge                                          | 13            | https://yongtailang888.wixsite.com/sagamiharalodge13  |
| 愛知県名古屋市   | 鳥居メソニック・ロッジ Torii Masonic Lodge                                                 | 6             |                                                       |
| 京都府           | 京都御門ロッジ Kyoto Mikado Lodge                                                          | 23            | https://kyotomikado23.com/                            |
| 山口県岩国市     | 錦帯ロッジ Kintai Lodge                                                                    | 16            | http://iwakunimastermason.com                         |
| 福岡県福岡市     | 卑弥呼ロッジ Himiko Lodge                                                                  | 24            | http://himikolodge-24.webs.com                        |
| 長崎県佐世保市   | 日本ロッジ Nippon Lodge                                                                    | 9             | http://nipponlodge9.synthasite.com                    |
| 沖縄県中頭郡     | 帝国ロッジ Teikoku Lodge                                                                   | 19            | http://www.teikoku19.com                              |

### その他の管轄ロッジ一覧
日本グランドロッジ以外のグランドロッジの管轄で2015年現在の現行のロッジの一覧。

日本で女性・男性の混成ロッジは、2008年にフランス系の国際的な女性・男性混成のフリーメイソンリー団体「人権」（Le Droit Humain International; ル・ドロワ・ユマン・アンターナショナル）の支援により東京に設立されたロッジ「日の出」（Soleil Levant; ソレイユ・ルヴァン）である。
| 管轄グランドロッジ | 場所                   | 名称 | ロッジNo. (#) | ウェブサイト                            |
| --- | ---------------------- | --- | ------------- | --------------------------------------- |
| フィリピン Grand Lodge of the Philippines                                                                                            | 神奈川県キャンプ座間   | ライジングサン・ロッジ Rising Sun Lodge                                                                         | 151           | http://www.risingsunlodge151.com/1.html |
| フィリピン Grand Lodge of the Philippines                                                                                            | 沖縄県中頭郡           | 沖縄ロッジ Okinawa Lodge                                                                                        | 118           |                                         |
| イングランド United Grand Lodge of England (UGLE)                                                                                    | 兵庫県神戸市           | ライジングサン・ロッジ Rising Sun Lodge                                                                         | 1401          |                                         |
| スコットランド Grand Lodge of Scotland                                                                                               | 神奈川県横浜市         | ロッジ・スター・イン・ザ・イースト Lodge Star in the East                                                       | 640           | http://www2.gol.com/users/lodge640      |
| スコットランド Grand Lodge of Scotland                                                                                               | 兵庫県神戸市           | ロッジ兵庫アンド大阪 Lodge Hiogo and Osaka                                                                      | 498           | http://www.skirret.com/kobe/hiogo       |
| マサチューセッツ Grand Lodge of Massachusetts                                                                                        | 東京都港区             | シニム・ロッジ Sinim Lodge                                                                                      |               |                                         |
| プリンスホール・ワシントン・ アンド・ジュリスディクション ディストリクトNo. 6 Prince Hall Washington and Jurisdiction District No. 6 | 青森県三沢飛行場       | オミサワ・ロッジ O'Misawa Lodge                                                                                 | 54            | http://omisawa54.org                    |
| プリンスホール・ワシントン・ アンド・ジュリスディクション ディストリクトNo. 6 Prince Hall Washington and Jurisdiction District No. 6 | 東京都横田飛行場       | チェリーブラッサム・ロッジ Cherry Blossom Lodge                                                                 | 42            |                                         |
| プリンスホール・ワシントン・ アンド・ジュリスディクション ディストリクトNo. 6 Prince Hall Washington and Jurisdiction District No. 6 | 神奈川県キャンプ座間   | プライド・オブ・ジ・オリエント・ロッジ Pride of the Orient Lodge                                                | 55            | http://prideoftheorientlodge55.webs.com |
| プリンスホール・ワシントン・ アンド・ジュリスディクション ディストリクトNo. 6 Prince Hall Washington and Jurisdiction District No. 6 | 神奈川県横須賀海軍施設 | リベレーション・ロッジ Revelation Lodge                                                                         | 97            |                                         |
| プリンスホール・ワシントン・ アンド・ジュリスディクション ディストリクトNo. 6 Prince Hall Washington and Jurisdiction District No. 6 | 神奈川県厚木海軍飛行場 | トーション・ロッジ Touchon Lodge                                                                                | 106           |                                         |
| プリンスホール・ワシントン・ アンド・ジュリスディクション ディストリクトNo. 6 Prince Hall Washington and Jurisdiction District No. 6 | 山口県岩国飛行場       | ジェネシス・ロッジ Genesis Lodge                                                                                | 89            | http://genesislodge89.org               |
| プリンスホール・ワシントン・ アンド・ジュリスディクション ディストリクトNo. 6 Prince Hall Washington and Jurisdiction District No. 6 | 長崎県佐世保           | 友達ロッジ Tomodachi Lodge                                                                                      | 111           | http://www.tomodachi111.org             |
| 人権インターナショナル Droit Humain International (DHI)                                                                              | 東京都                 | ソレイユ・ルヴァン Soleil Levant                                                                                |               | http://fm-fr.jp                         |
| グラン・ドリヤン・アラブ・エキュメニック Grand Orient Arabe Œcuménique (GOAO)                                                        | 岐阜県岐阜市           | ロゲ・ラ・ルミエール・ドゥ・ソレイユ・ルヴァン Loge La Lumière du Soleil Levant (Respectable Loge de Recherche) |               |                                         |

### 日本グランドロッジの歴代グランドマスター
日本グランドロッジの歴代グランドマスター（Past Grand Masters; PGM）の一覧。
- 1957年: Carlos Rodriguez-Jimenez[66][67]（カルロス・ロドリゲス＝ヒメネス）: ベネズエラの外交官。
- 1958年: Carlos Rodriguez-Jimenez[66][67]（カルロス・ロドリゲス＝ヒメネス）
- 1959年: Horiuchi, Sadaichi[66][67]（堀内貞一、ホリウチ サダイチ）
- 1960年: Togasaki, Kiyoshi[66][67]（東ヶ崎潔、トガサキ キヨシ）
- 1961年: Carl T. Nakamura[66][67]（カール・T・ナカムラ）
- 1962年: Nohea O. A. Peck[66][67]（ノヘア・O・A・ペック）
- 1963年: George B. Morgulis[66][67]（ジョージ・B・モーギュリス）
- 1964年: George H. Booth[66][67]（ジョージ・H・ブース）
- 1965年: Saburo L. Kitamura[66][67]（サブロウ・L・キタムラ）
- 1966年: Norman Cohen[66][67]（ノーマン・コーエン）
- 1967年: Matsumoto, Masaji[66][67]（マツモト マサジ）
- 1968年: Chester O. Neilsen[66][67]（チェスター・O・ニールセン）
- 1969年: Floyd J. Robertson[66][67]（フロイド・J・ロバートソン）
- 1970年: Yamada, Yoshio[66][67]（ヤマダ ヨシオ）
- 1971年: Floren L. Quick[66][67]（フローレン・L・クイック）
- 1972年: Frederick S. Kashiwagi[66][67]（フレデリック・S・カシワギ）
- 1973年: Charles P. Weatherman[66][67]（チャールズ・P・ウェザーマン）
- 1974年: Yamada, Tsune[66][67]（ヤマダ ツネ）
- 1975年: Leo N. Parlavecchio[66][67]（レオ・N・パーラヴェッキオ）
- 1976年: Nishiyama, Shigeru[66][67]（ニシヤマ シゲル）
- 1977年: Roy Baker[66][67]（ロイ・ベイカー）
- 1978年: Ronald E. Napier[66][67]（ロナルド・ネピア）
- 1979年: Howard M. Voss, Jr.[66][67]（ハワード・M・ヴォスJr.）
- 1980年: Kitamura, Yasutada[66][67]（北村安忠、キタムラ ヤスタダ）
- 1981年: Takano, Kiyoshi[66][67]（高野清、タカノ キヨシ）: 東京メソニックビルディングの定礎板に、昭和56年（1981年）5月吉日という日付と、同年のグランドマスターであった高野清の名前が彫られている。
- 1982年: Ohnishi, Hayao[66][67]（オオニシ ハヤオ）
- 1983年: James L. Johnston[66][67][68][69][70][71]（ジェームズ・L・ジョンストン）
- 1984年: Paul E. Newman[66][67]（ポール・E・ニューマン）
- 1985年: Carl L. Potts[66][67]（カール・N・ポッツ）
- 1986年: Chester L. Ditto[66][67]（チェスター・L・ディット）
- 1987年: Chester L. Ditto[66][67]（チェスター・L・ディット）
- 1988年: Fujino, Toshio[66][67]（フジノ トシオ）
- 1989年: Kobayashi, Hideo[66][67]（コバヤシ ヒデオ）

- 1990年: Washizu, Yoshio[66][67][72]（ワシズ ヨシオ）
- 1991年: Kobayashi, Hideo[66][67]（コバヤシ ヒデオ）
- 1992年: Richard A. Cripe, Jr.[66][67]（リチャード・A・クライプJr.）: 別冊宝島233『陰謀がいっぱい!』（宝島社、1995年）の取材に応じた。1944年米インディアナ州生まれ、空軍将校を務める傍ら1973年メイソンリー入会、1982年空軍を退役、その後訪日し校正者として働き始め、日本宇宙有人システムのコミュニケーション・エンジニアを務める[21]。
- 1993年: R. David Pogue, Sr.[66][67]（R・デイヴィッド・ポーグSr.）
- 1994年: Allen L. Robinson[66][67]（アレン・L・ロビンソン）
- 1995年: Yamaya, Akira[66][67]（山屋明、ヤマヤ アキラ）: 『日本のフリーメイスン』（あさま童風社、1996年4月）の著者。1972年に日本グランド・ロッジ下の第3ロッジ「スクエアー&コンパス」に入会。
- 1996年: William D. Patterson[66][67]（ウィリアム・D・パターソン）
- 1997年: Iwahama, Kazutoshi[66][67]（イワハマ カズトシ）: 2006年11月11日にメイソンリーから追放された[67]。
- 1998年: William M. Heath[66][67]（ウィリアム・M・ヒース）
- 1999年: Frederic R. Collins[66][67]（フレデリック・R・コリンズ）
- 2000年: Watanabe, Kazuhiro[66][67]（渡辺一弘、ワタナベ カズヒロ）
- 2001年: Inae, Eiichi[66][67]（イナエ エイイチ）
- 2002年: Philip A. Ambrose[66][67]（フィリップ・A・アンブローズ）: 2011年に朝日新聞による日本グランドロッジの取材に応じた[31]。
- 2003年: Jack C. Miller[66][67]（ジャック・C・ミラー）
- 2004年: Katagiri, Saburo[66][67][73]（片桐三郎、カタギリ サブロウ）: 『入門　フリーメイスン全史――偏見と真実――』（アムアソシエイツ、2006年11月）の著者。1963年日本グランド・ロッジ下の第1ロッジ「ファーイースト」に入会。1925年生まれ、横浜高等商業学校（現・横浜国立大学経済学部）卒、外国船の乗組員を経て1964年日本コカ・コーラ入社、同社役員を務めた後に独立、シンガポールで三越の「レジャー・パーク」を買い取り社長を務める[21]。ジャーナリスト岩上安身のインタビューに応じた1995年当時スコティッシュ・ライト第32階級[21]。仏教徒[21]。
- 2005年: Robert D. Target[66][67]（ロバート・D・ターゲット）
- 2006年: Ishii, Mitsuru[66][67]（イシイ ミツル）
- 2007年: Joedie J. Poole[66][67]（ジョディ・J・ポール）
- 2008年: Michael D. Setzer[66][67]（マイケル・D・セッツァー）
- 2009年: Robert H. Koole[66][67]（ロバート・H・クール）
- 2010年: Washikita, Akira[66]（ワシキタ アキラ）
- 2011年: Donald K. Smith[74][66]（ドナルド・K・スミス）
- 2012年: Mabuchi, Kazufumi[75]（マブチ カズフミ）
- 2013年: Shimokawa, Yoshiharu[76]（下川善治、シモカワ ヨシハル）
- 2014年: Victor O. Ortiz（ヴィクター・O・オーティス）: テレビ東京の取材に応じた（「フリーメイソン#テレビ番組」参照）。
- 2015年: Marvin D. Abueg[67]（マーヴィン・D・アブエグ）
- 2016年: Norihiro Inomata[67]（猪俣典弘、イノマタノリヒロ）
- 2017年: Shinya Takeda[67]（竹田眞也、タケダシンヤ）
- 2018年: Atsushi Takahashi[67]（高橋淳、タカハシアツシ）

　　　　：Jeremy Entwisle , DGM　（ジェレミーエントウィッスル）

## 著名な日本のフリーメイソン

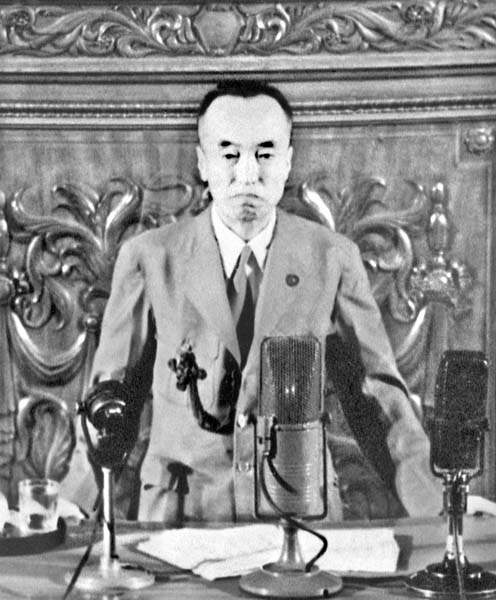
第43代内閣総理大臣東久邇宮稔彦王。皇籍離脱後の1950年にメイソンリー入会。

- 西周（1829年生、1864年10月入会）[78][79] - 思想家、貴族院議員。
- 津田真道（1829年生、1864年11月入会）[78][79] - 思想家、貴族院議員。西周とは明六社の同士。
- 林董（1850年生、1903年2月入会）[78][79] - 香川県知事、 兵庫県知事、第19代逓信大臣、第21代外務大臣等を歴任。1903年5月、マスターメイソン昇級（raised）[79]。幣原喜重郎はロンドン滞在中に林董からメイソンの精神を探求していた[35]。幣原はロンドンでメイソンリーに入会したかったが、その前にロンドンから異動することになった[35]。幣原は友愛精神を有する社会的平等の実現が第二次大戦後の日本においてマッカーサーにより支援されていることに感激し、日本人が自由を手にすることを期待していた[35]。
- 後藤新平（1857年生）[80] - 初代南満州鉄道総裁、第18代・第20代逓信大臣、第34代・第39代内務大臣、第33代外務大臣、第7代東京市長。
- 高橋龍太郎（1875年生）[81] - 大日本麦酒社長、第6代通商産業大臣、プロ野球球団イーグルスと高橋ユニオンズのオーナー。
- 河井彌八（1877年生）[82] - 第4代参議院議長。1955年のフリーメイソン第2・第3階級昇進は鳩山一郎と同時期であった[35]。
- 佐藤尚武（1882年生）[81] - 第54代外務大臣、第二次世界大戦末期の駐ソビエト連邦大使、第2・3代参議院議長。
- 鳩山一郎（1883年生、1951年3月29日入会）[34][78] - 第40代文相（1931年-1934年）、滝川事件の処理。初代自由民主党総裁（1956年）、第52・53・54代内閣総理大臣（1954年-1956年）。公に友愛を推進した。彼が1953年に設立した[83]友愛青年同志会は、1954年に「友愛の旗」と『友愛の歌』（作詞: 来拪中翁、作曲: 渡邉暁雄[84]）を作成した[85]。1955年に一郎がマスターメイソンに昇級した際は、当時の日本の新聞各紙で報じられ[3]、AP通信により国外にも報じられた[38]。デンスロウ&トルーマンの『10,000 Famous Freemasons』（1957年-1960年）にも掲載された。彼の息子威一郎（友愛青年同志会3代目会長）をはじめとする子孫もまた友愛の推進で知られているが彼ら子孫がメイソンであることは、はっきりと分かっていない。単に彼の孫鳩山邦夫の配偶者がメイソンの父親を持っていたということが分かっているだけである[86]。由紀夫も、邦夫が発言した内容からはメイソンリーの会員とはわからない[86]。由紀夫・邦夫兄弟は1996年民主党の結成メンバーになった。
- 笠井重治（1886年生）[87] - 東京市会議員、衆議院議員。第二次世界大戦回避の活動等をした[88]。
- 加納久朗（1887年生）[82] - 横浜正金銀行取締役、千葉県知事。
- 星島二郎（1887年生）[81] - 第28代商工大臣、第47代衆議院議長。
- 東久邇宮稔彦王（1887年生、1950年入会）[77][31][78] - 皇族、第43代内閣総理大臣。世界連邦建設同盟名誉会長・第2代会長。1947年の皇籍離脱後にフリーメイソンリー入会。兄弟愛の真の意味を学ぶことが入会の目的であった[89]。1957年にマスターメイソン昇級[78]。
- 堀内貞一（1887年生）[35] - 新日本産業社長[90]。
- リヒャルト・ニコラウス・（青山）栄次郎・フォン・クーデンホーフ＝カレルギー（1894年生） - 詳細は「リヒャルト・クーデンホーフ＝カレルギー#フリーメイソンリー」を参照
- 東ヶ崎潔（1895年生）[90] - アメリカ生まれ、ジャパンタイムズ役員、国際基督教大学（ICU）初代理事長、日本人初の国際ロータリー（ロータリークラブの連合組織）会長[91]。
- 三島通陽（1897年生）[92] - 作家、貴族院議員、参議院議員、ボーイスカウト日本連盟初代副理事長・第2代理事長・第4代総長。
- 村山有（1905年生）[82] - アメリカ生まれの二世。ジャーナリスト。ボーイスカウト日本連盟理事・相談役。GHQの通訳。戦後にマスターメイソンに昇級（raised）した日本人の一人[35]。日本グランドロッジの設立にも中心人物として尽力した。
- 藤山勝彦（1905年生）[87] - 大日本製糖社長。
- 沢田教一（1936年生）[78] - 戦場カメラマン。
- 高須克弥（1945年生）2016年に京都御門ロッジの最高位に就任。

### メイソン自身によって書かれた文献
- 村山有『終戦のころ――思い出の人びと――』時事通信社〈時事新書〉、1968年12月。
- 高崎廣『日本に君臨するもの フリーメーソン日本ロッジ幹部の証言』メディアワークス、1998年。ISBN 9784073000440。
- 片桐三郎『入門 フリーメイスン全史 --- 偏見と真実』アム アソシエイツ、2006年11月。ISBN 4-903388-20-4。
- 『日本のフリーメイスン』横浜市 ファーイースト・ロッジ。
- ウィリアム・R・デンスロウ (著) & ハリー・S・トルーマン (序文) (1957). 10,000 Famous Freemasons. Macoy Publishing & Masonic Supply Co., Inc

### 一般著者による文献
- 赤間剛『フリーメーソンの秘密　世界最大の結社の真実』三一書房、1983年8月。ISBN 4-380-83233-3。
- 岩上安身『日本ロッジ元グランド・マスター・ロングインタビュー: ベールを脱いだ日本のフリーメーソンたち』岩上安身・旧公式サイト。
- 竹下節子『フリーメイスン もうひとつの近代史』講談社〈講談社選書メチエ601〉、2015年。ISBN 978-4062586047。